# Campionati europei di nuoto artistico 2025 - Duo tecnico misto
La gara dal duo tecnico misto ai campionati europei di nuoto artistico 2025 si è svolta il 2 giugno 2025 presso il Penteada Olympic Swimming Pools Complex di Funchal. Hanno preso parte alla competizione 7 squadre nazionali

## Risultati
| Pos. | Atleti                                       | Squadra       | DD    | EL       | AI      | Punti    | Pen |
| ---- | -------------------------------------------- | ------------- | ----- | -------- | ------- | -------- | --- |
|      | Dennis Gonzalez Boneu Mireia Hernandez       | Spagna        | 31.60 | 122.2217 | 93.9750 | 216.1967 |     |
|      | Isabelle Thorpe Ranjuo Tomblin               | Gran Bretagna | 33.65 | 124.0691 | 90.8750 | 214.9441 |     |
|      | Filippo Pelati Lucrezia Ruggiero             | Italia        | 31.65 | 114.9809 | 90.9250 | 205.9059 |     |
| 4    | Yogev Dagan Aya Mazor                        | Israele       | 25.80 | 91.2767  | 85.2000 | 176.4767 |     |
| 5    | Daniel Ascenso Maria Beatriz Goncalves       | Portogallo    | 20.70 | 78.3784  | 77.3250 | 155.7034 |     |
| 6    | Zoi Karangelou Stylianos Koukouselis Fouskis | Grecia        | 10.70 | 52.9233  | 79.3250 | 132.2483 |     |
| 7    | Hristina Cherkezova Dimitar Isaev            | Bulgaria      | 10.50 | 53.9700  | 71.6000 | 125.5700 |     |